# Endeavor Streaming
Endeavor Streaming es una empresa multinacional de tecnología y streaming de video digital. Con su sede en la ciudad de Nueva York,    la compañía colabora con ligas deportivas profesionales y empresas de entretenimiento para la distribución de contenido en vivo y bajo demanda. Asimismo, proporciona una variedad de servicios empresariales.
Operando como una filial de la empresa estadounidense Endeavor, Endeavor Streaming fue fundada en enero de 2019 en parte mediante el renombramiento de NeuLion, la cual fue fundada en 2004 y adquirida por Endeavor en 2018.

## Historia

### Empresas predecesoras
NeuLion, posteriormente conocida como Endeavor Streaming, fue fundada como una empresa tecnológica privada en 2004. Con sede en Plainview, Nueva York,  fue cofundada por Charles Wang y Nancy Li. En 2008, NeuLion se fusionó con JumpTV, una empresa de streaming. JumpTV Inc. cambió su nombre a NeuLion, Inc. en 2009 y continuó siendo listada en la Bolsa de Valores de Toronto con este nuevo nombre. Más tarde, en noviembre de 2009,NeuLion adquirió Interactive Netcasting Systems, una empresa de transmisión web con sede en Vancouver, seguida por TransVideo International en octubre de 2010.
En 2015, varios clientes de NeuLion incluían la Liga Nacional de Fútbol (NFL), Sky en Nueva Zelanda y la EFL, entre otros. Con el aumento de la competencia en el mercado de transmisión de deportes, NeuLion perdió a la NHL como cliente en 2015 cuando la liga trasladó su contrato a BAMTech. NeuLion adquirió DivX, Inc. en 2015 por 62,5 millones de dólares, y el ex director ejecutivo de DivX, Kanaan Jemili, se convirtió en director ejecutivo de NeuLion. La adquisición le dio a NeuLion acceso a la tecnología 4K Ultra HD de DivX, la cual NeuLion integró en dispositivos de compañías como LG, Samsung y Sony.
En 2016, la empresa se asoció con la NBA, UFC y Univision para realizar pruebas de transmisión en 4K, siendo la transmisión de UFC 205 de NeuLion en 2016 la primera a nivel mundial. El evento de pago por evento se emitió en vivo en 4K. Tras la adquisición de Saffron Digital por parte de NeuLion en junio de 2016, Roy Reichbach fue nombrado presidente y director ejecutivo de NeuLion. En marzo de 2018, NeuLion aceptó ser adquirida por Endeavour por 250 millones de dólares, convirtiéndose en una subsidiaria privada. Como parte de este acuerdo, NeuLion conservó a 550 empleados, incluidos 125 en su sede de Long Island a la que se habían trasladado en 2016.La operación se completó en mayo de 2018 y las acciones ordinarias de NeuLion fueron retiradas de la Bolsa de Valores de Toronto.

### Endeavor Streaming
Endeavor Streaming fue creada por Endeavor Group en enero de 2019, y esta nueva división engloba los productos y servicios de transmisión de video de Endeavor, así como integra a NeuLion. Se describió a esta nueva filial como una "unidad directa al consumidor de transmisión, encargada de operaciones tanto en el frente como en el respaldo para ligas deportivas" y otros clientes. Endeavor Streaming mantuvo contratos con clientes anteriores de NeuLion, como Univision, Sky Sports, la NFL, la NBA, la UFC y Big Ten Network. Además, Endeavor Streaming anunció que también estaría a cargo de la gestión del servicio de suscripción WWE Network de WWE.
Endeavor contrató a Fred Santarpia para dirigir Endeavor Streaming en noviembre de 2020. Business Insider informó que Santarpia supervisaría la expansión global. Durante 2021 y 2022, lanzó plataformas OTT para redes y organizaciones deportivas en Europa, Japón y Filipinas. En los últimos años, la empresa también ha brindado consultoría empresarial y análisis predictivo en temas relacionados con las plataformas OTT.

## Productos y servicios

### The Vesper Platform
Endeavor Streaming se autodescribe como un proveedor de plataformas over-the-top (OTT), que personaliza aplicaciones de streaming para cadenas y franquicias deportivas importantes. Especialmente, desarrolla servicios de transmisión directa al consumidor (DTC)que son compatibles con computadoras de escritorio, dispositivos iOS y Android, así como varios sistemas de transmisión de televisión.
La empresa llama a su plataforma de transmisión de video de extremo a extremo The Vesper Platform. Esta plataforma distribuye principalmente contenido deportivo y de entretenimiento prémium, tanto en vivo como bajo demanda. Además, ofrece una serie de funciones para la distribución y gestión, que incluyen opciones de monetización, análisis y agregación de datos, aprendizaje automático, posibilidades de reproducción, seguridad en la transmisión y gestión de suscriptores. También cuenta con herramientas para optimizar el contenido para los espectadores, como la localización del contenido y la creación de marcadores entre dispositivos.
Para habilitar las compras en vivo en sus plataformas de streaming, Endeavor Streaming integró la plataforma AiBUY en la suya en 2022. También en ese mismo año, en colaboración con Frequency, Endeavor Streaming desarrolló una plataforma que permite a los clientes personalizar sus propios canales directamente, además de lanzar y monetizar sus plataformas en servicios gratuitos de transmisión de televisión con publicidad (FAST), como The Roku Channel y Samsung TV Plus.

### Consultoría
Endeavor Streaming también ofrece servicios de consultoría empresarial, análisis y modelado predictivo relacionados con la transmisión de medios over-the-top (OTT) y directo al consumidor (DTC). Su división de servicios de crecimiento DTC asesora sobre estrategias de expansión y aspectos como la tasa de abandono, precios y marketing. En 2023, Endeavor Streaming publicó un documento técnico sobre tendencias del mercado de streaming en colaboración con SportsPro.